# Argyra confinis
Argyra confinis är en tvåvingeart som först beskrevs av Zetterstedt 1849.  Argyra confinis ingår i släktet Argyra och familjen styltflugor. Inga underarter finns listade i Catalogue of Life.